# Josep Dunyach
Josep Dunyach i Sala (Barcelona 1886 - 1957) fue un escultor español.
Se formó en la Escuela Llotja de Barcelona y en el taller de Eusebio Arnau. Durante veinte años residió en París, donde su escultura se influyó de las obras de Rodin y especialmente de Maillol, retornó a Barcelona en el año 1927, donde formó parte de la sociedad de Las Artes y los Artistas. Fue un gran retratista con un estilo plenamente mediterranista.
Participó en diversas exposiciones y en la Bienal de Venecia del año 1930. Obtuvo la medalla de plata en la Exposición Universal de Barcelona de 1929.

## Obras
- 1925. Niña del perro

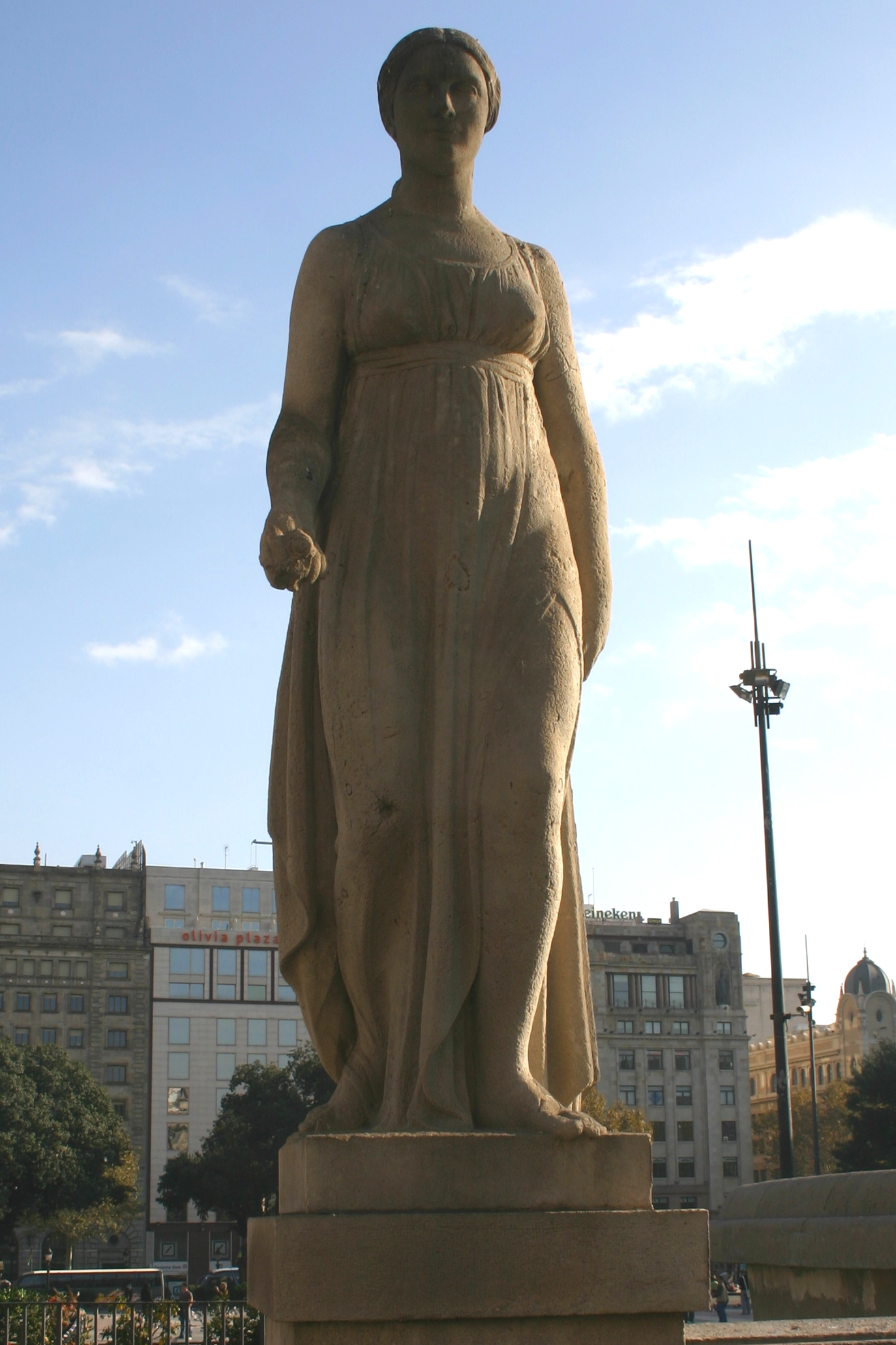
Joven (1928). Situada en Plaza de Cataluña.

- 1928. Joven, Plaza de Cataluña, Barcelona.
- 1936. Monumento a Domènec Martí i Julià. Barcelona
- La sandalia
- "Mujer" Centre Cívic Sarrià
- Retrato de Josep Pla
- Retrato de Xavier Nogués
- Retrato de Pompeu Fabra
- Diosa, Parque de la Ciudadela
- Diversas esculturas en el Jardín de la Fundación Julio Muñoz Ramonet